# 豊田町 (福島市)
豊田町（とよだまち）は、福島県福島市の町名。丁番を持たない単独町名である。郵便番号は960-8104。

## 地理
市の本庁所管にあたる中央東地域に属する。福島市中心市街地の東部に位置する。東西は国道4号北町バイパスから市道上浜町1号線にかけての約140m、南北は福島市道栄町舟場町線から国道114号渡利バイパスにかけての約300mの範囲、中央を南北に貫く奥州街道の両側1区画を町域とする。北で浜田町、東で上浜町、南で北町、西で仲間町と隣接する。上町に所在する福島警察署及び天神町に所在する福島消防署のそれぞれ管轄にあたる。

## 歴史
江戸時代以前の福島城下町の8町のうち仙台口にあたる町であり、馬喰町と呼ばれていたが、1897年に字名変更が行われ、豊田町と名を変えた。1964年に住居表示が施工され現在に至る。奥州街道の宿場として名前の通り馬の仲買人で賑わっていた地域であり、現在の町域北端に仙台口枡形かおかれていた。また、町域西側、現在の国道4号北町バイパス上に馬場が設置され馬競りが行われ賑わっており、北側に隣接して馬頭観音堂が設けられていた（国道バイパス建設に伴い移転し、現在は西側の仲間町に位置する）。

## 世帯数と人口
2020年（令和2年）12月31日現在の世帯数と人口は以下の通りである。
| 町丁   | 世帯数  | 人口  |
| ------ | ------- | ----- |
| 豊田町 | 139世帯 | 281人 |

## 小・中学校の学区
市立小・中学校に通う場合、学区は以下の通りとなる。
| 番地 | 小学校                 | 中学校                 |
| ---- | ---------------------- | ---------------------- |
| 全域 | 福島市立福島第二小学校 | 福島市立福島第二中学校 |

## 交通

### 鉄道
- 町域内に現在鉄道施設はない。最寄り駅はJR東北本線福島駅。

### 道路
- 国道4号北町バイパス
- 国道114号
- 福島市道豊田町八島町線 旧電車通り（奥州街道（旧国道4号））

### バス

#### 豊田町バス停
町域西部の国道4号沿いに1、2番ポールが、北部の国道114号沿いに3、4番ポールが設置されている。下りバス停はそれぞれ道路を挟み反対側の仲間町（1番ポール）、浜田町（3番ポール）に位置する。
福島交通1番ポール（下り）
- 伊達・上ヶ戸経由掛田駅前
- 伊達経由保原
- 伊達経由北福島医療センター
- 伊達経由湯野
- 信夫山循環4号線先回り
- 宮代団地
- 日赤前・本内経由田町（伊達）
- 月の輪台団地
- 月の輪経由保原
- 月の輪経由梁川
- 月舘経由川俣
- 東部支所前経由月の輪台団地
- 桑折
- 福高経由福島駅東口
- 藤田

2番ポール（上り）
- 直通・バイパス経由医大
- 福島駅東口

3番ポール（下り）
- わたり病院前経由南向台団地
- ヘルシーランド・東浜町経由福島赤十字病院
- 南向台循環渡利先回り
- 東浜町経由福島赤十字病院
- 飯野町

4番ポール（上り）
- 福島駅東口
- 新町経由福島駅東口

## 施設
- 豊田町郵便局